# Chiococca henricksonii
Chiococca henricksonii là một loài thực vật có hoa trong họ Thiến thảo. Loài này được M.C.Johnst. mô tả khoa học đầu tiên năm 1981.